# John A. Rogers

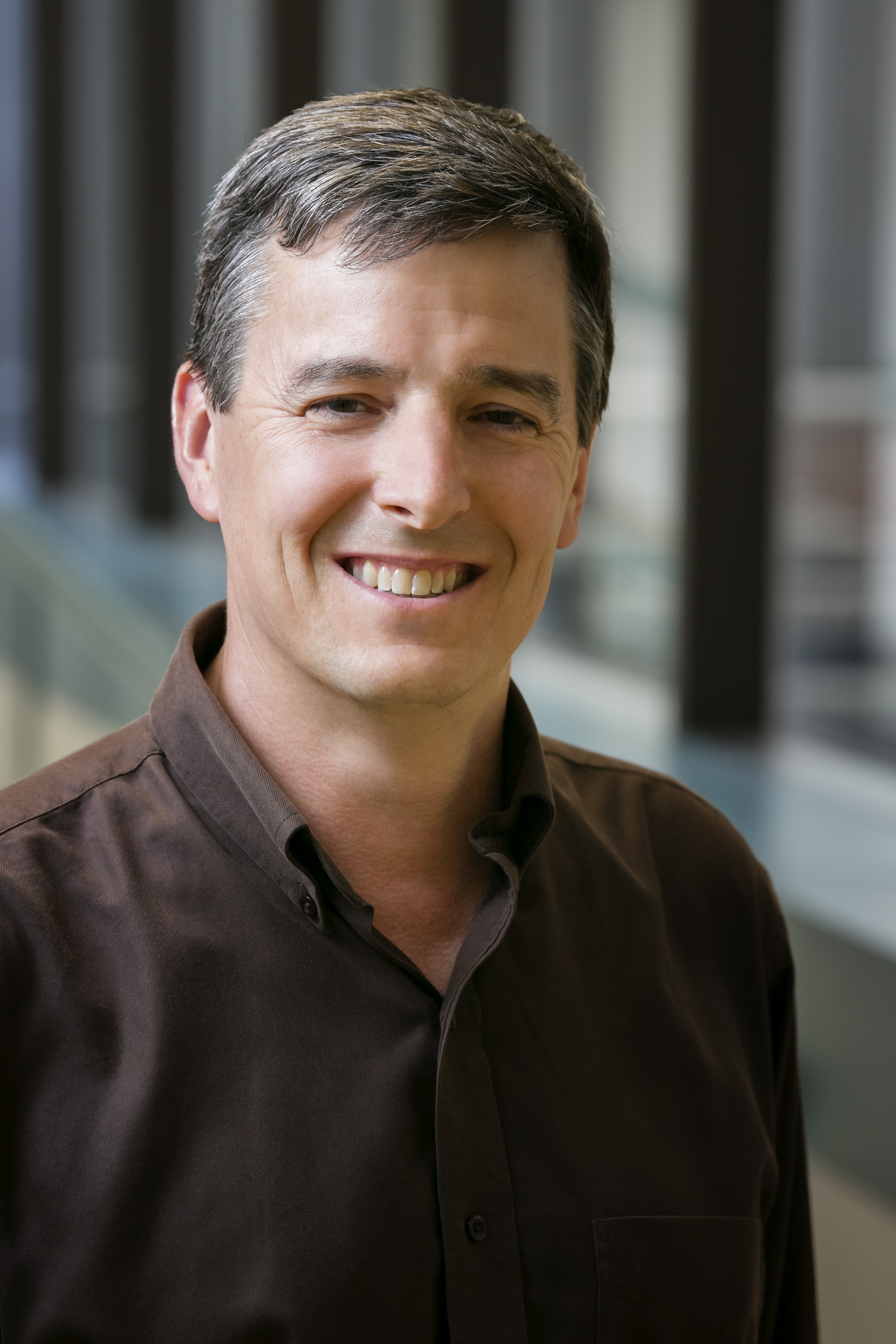
John A. Rogers

John Ashley Rogers (* 24. August 1967 in Rolla) ist ein US-amerikanischer Physiker und Chemiker, der sich mit Nanotechnik beschäftigt.

## Leben
Rogers wuchs in Houston auf und studierte Physik und Chemie an der University of Texas at Austin mit Bachelorabschlüssen in beiden Fächern 1989. 1992 erhielt er Master Abschlüsse in Physik und Chemie vom Massachusetts Institute of Technology und wurde dort 1995 in physikalischer Chemie promoviert. Danach war er als Junior Fellow an der Harvard University und gründete gleichzeitig die Firma Active Impulse Systems. Ab 1997 war er an den Bell Laboratories in der Abteilung für Festkörperphysik (Condensed Matter Physics), die er von 2000 bis 2002 leitete. Er ist Lee J. Flory Professor für Ingenieurwissenschaften in der Abteilung Materialwissenschaften der University of Illinois at Urbana-Champaign und ist dort Leiter der 3D Micro- and Nanosystems Group und Direktor des Beckman Institute for Advanced Science and Technology.
Rogers ist bekannt für die Entwicklung nichtkonventioneller, in Form flexibler Folien realisierter elektronischer Bauteile, basierend auf organischen Halbleiter-Materialien (mit Entwicklung mikrolitographischer Techniken, um darauf komplexe Schaltkreise zu verwirklichen) und (um höhere Signalverarbeitungsgeschwindigkeiten zu erzielen) Nanoröhren aus Silizium oder Kohlenstoff. Die Technologie hat Anwendungen in Photovoltaik, adaptiver Optik, Biomedizin, elektronischen Textilien.
Weiterhin wurde er durch einen Sensor bekannt, welcher das Tastvermögen verbesserte. Außerdem arbeitet er an neuen Fäden, die die Wundheilung durch Temperaturanstieg verbessern. Zukünftig sollen diese Fäden auch Medikamente freisetzen können.
Er ist Inhaber bzw. Mit-Inhaber von über 70 Patenten. 2009 wurde er MacArthur Fellow. Er ist Fellow der IEEE, der American Physical Society und der National Academy of Engineering. 2014 erhielt er die A. C. Eringen Medal und wurde in die American Academy of Arts and Sciences gewählt, 2015 in die National Academy of Sciences, 2019 in die National Academy of Medicine. Für 2017 wurde ihm die Nadai Medal zugesprochen und für 2019 die Benjamin Franklin Medal (Franklin Institute).